# Natacha Atlas

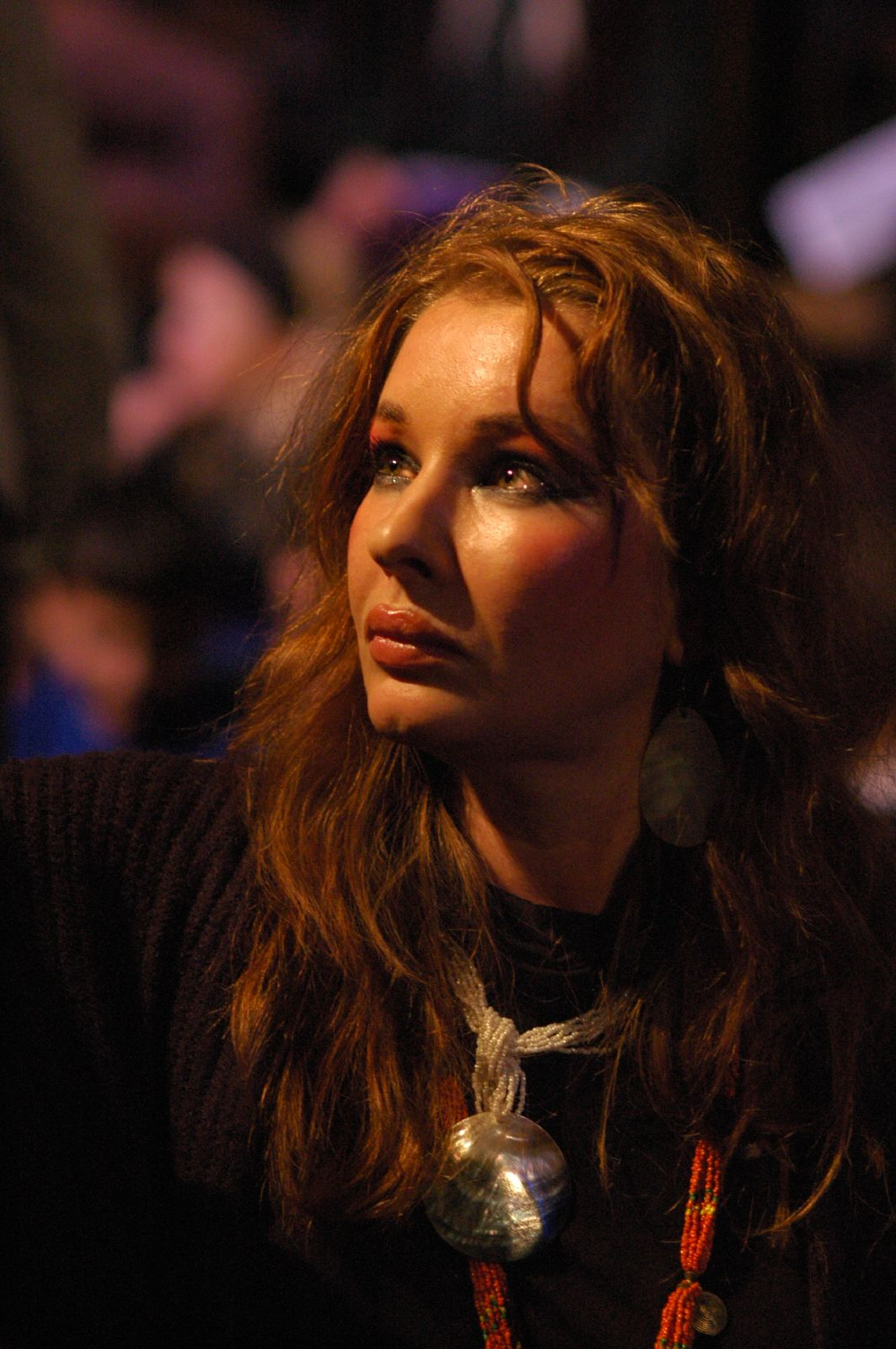
Natacha Atlas

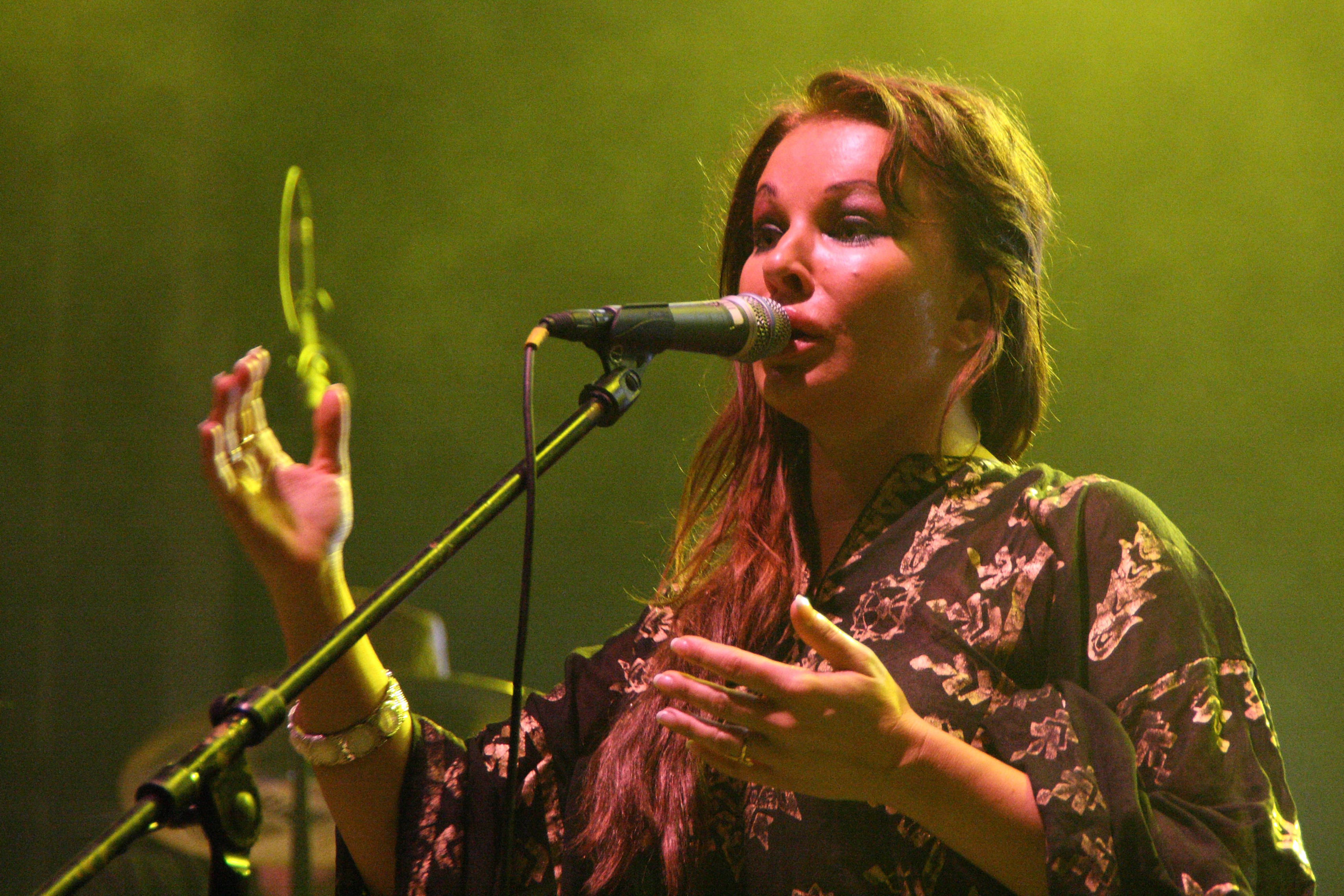
Natacha Atlas im Konzert mit Transglobal Underground auf dem TFF.Rudolstadt, 2009

Natacha Atlas (* 20. März 1964 in Brüssel) ist eine belgische Musikerin, die arabische und afrikanische Elemente in moderner elektronischer Musik verbindet. Ihre familiären Wurzeln reichen von Ägypten über Palästina bis nach Großbritannien, die meiste Zeit ihres Lebens reiste sie um die ganze Welt.

## Leben und Wirken
Atlas wuchs zunächst in Brüssel auf und erlernte bereits als kleines Mädchen den traditionellen orientalischen Bauchtanz Raqs Sharqi; früh lernte sie Arabisch, Englisch, Französisch und Spanisch. Nach der Trennung der Eltern zog ihre Mutter mit ihr für eine Weile ins britische Northampton; dann pendelte sie  zwischen Großbritannien, Belgien und Nordafrika (Kairo wurde zu ihrer Wahlheimat).  Die Erfahrung der verschiedenen Kulturen haben sie und ihre Musik sehr beeinflusst.
Als erste Rocksängerin sang Atlas auf Arabisch; sie trat in arabischen und türkischen Nachtclubs auf. Zeitweilig war sie die Frontfrau der belgischen Salsaformation Mandanga. Mit der Balearic-Beat-Crew ¡Loca! hatte sie 1991 mit Timbal Erfolg in der Londoner Ethno-Club-Szene. Auf Jah Wobbles Album Rising Above Bedlam komponierte und sang sie fünf Songs.
Atlas wurde dann Sängerin der Gruppe Transglobal Underground (ab 1991 als Gast, ab 1993 als Mitglied). Daneben startete sie 1995 ihre Solokarriere. Zudem arbeitete sie u. a. mit Sinéad O’Connor, Juno Reactor (Gesang bei God Is God), Les Négresses Vertes, Jean Michel Jarre, Nitin Sawhney, Peter Maffay, Peter Gabriel, Nigel Kennedy, Mick Karn, Sarah Brightman, Indigo Girls, Jaz Coleman, Yasmin Levy und Franco Battiato zusammen.
Sie wirkte als Mitautorin und Sängerin des Liedes Habibe an den Aufnahmen des Weltmusik-Kompilations-Albums mit dem Namen Big Blue Ball von Peter Gabriel und Karl Wallinger mit, das in den Sommern der Jahre 1991, 1992 und 1995 in den Real World Studios aufgenommen wurde und 2008 erschien.
2014 nahm Atlas zusammen mit Ibrahim Maalouf Myriad Road auf, ihre erste Sammlung von Jazzsongs. Mit seiner Band trat sie damit auf Festivals in ganz Europa und Asien auf. 2016 holten Paolo Fresu und Omar Sosa sie mit einem italienischen Streichquartett sowie Jaques Morelenbaum für ihr Album Eros. 2019 schuf sie gemeinsam mit dem Geiger Samy Bishai die Musik für Hervé Koubis Choreographie Odyssey. Im selben Jahr erschien ihr Album Strange Days auf Whirlwind Recordings, das sie teilweise mit Ibrahim Maalouf konzipierte. Dieses stellte sie in veränderter Besetzung beim Tampere Jazz Happening 2021 vor.

## Diskografie

### Alben
| Jahr | Titel               | Höchstplatzierung, Gesamtwochen, AuszeichnungChartplatzierungen (Jahr, Titel, Platzierungen, Wochen, Auszeichnungen, Anmerkungen) | Höchstplatzierung, Gesamtwochen, AuszeichnungChartplatzierungen (Jahr, Titel, Platzierungen, Wochen, Auszeichnungen, Anmerkungen) | Höchstplatzierung, Gesamtwochen, AuszeichnungChartplatzierungen (Jahr, Titel, Platzierungen, Wochen, Auszeichnungen, Anmerkungen) | Anmerkungen                                                      |
| Jahr | Titel               | FR | BEW | CH | Anmerkungen                                                      |
| ---- | ------------------- | --- | --- | --- | ---------------------------------------------------------------- |
| 1998 | Gedida              | FR19 (25 Wo.)FR | — | — |                                                                  |
| 2001 | Ayeshteni           | FR36 (6 Wo.)FR | BEW46 (1 Wo.)BEW | CH97 (1 Wo.)CH |                                                                  |
| 2003 | Something Dangerous | FR98 (3 Wo.)FR | — | — |                                                                  |
| 2008 | Ana Hina            | FR162 (4 Wo.)FR | — | — | mit The Mazeeka Ensemble                                         |
| 2015 | Myriad Road         | FR110 (3 Wo.)FR | — | — |                                                                  |
| 2016 | Eros                | — | BEW139 (4 Wo.)BEW | — | Paolo Fresu & Omar Sosa feat. Natacha Atlas & Jaques Morelenbaum |

Weitere Alben
- Diaspora (1995)
- Halim (1997)
- Juno Reactor · Bible of Dreams (Gesang bei God Is God, 1997)
- Foretold in the Language of Dreams (2002, mit dem Marc Eagleton Project)
- The Best of Natacha Atlas (2005)
- Mish Maoul (2006)
- Mounqaliba (2010)
- Expressions – Live in Toulouse (2013)
- Strange Days (2019)

### Singles
| Jahr | Titel Album             | Höchstplatzierung, Gesamtwochen, AuszeichnungChartplatzierungen (Jahr, Titel, Album, Platzierungen, Wochen, Auszeichnungen, Anmerkungen) | Höchstplatzierung, Gesamtwochen, AuszeichnungChartplatzierungen (Jahr, Titel, Album, Platzierungen, Wochen, Auszeichnungen, Anmerkungen) | Höchstplatzierung, Gesamtwochen, AuszeichnungChartplatzierungen (Jahr, Titel, Album, Platzierungen, Wochen, Auszeichnungen, Anmerkungen) | Anmerkungen |
| Jahr | Titel Album             | FR | BEW | CH | Anmerkungen |
| ---- | ----------------------- | --- | --- | --- | ----------- |
| 1999 | Mon amie la rose Gedida | FR16 (33 Wo.)FR | BEW13 (15 Wo.)BEW | — |             |

### Gastbeiträge
| Jahr | Titel Album                | Höchstplatzierung, Gesamtwochen, AuszeichnungChartplatzierungen (Jahr, Titel, Album, Platzierungen, Wochen, Auszeichnungen, Anmerkungen) | Höchstplatzierung, Gesamtwochen, AuszeichnungChartplatzierungen (Jahr, Titel, Album, Platzierungen, Wochen, Auszeichnungen, Anmerkungen) | Höchstplatzierung, Gesamtwochen, AuszeichnungChartplatzierungen (Jahr, Titel, Album, Platzierungen, Wochen, Auszeichnungen, Anmerkungen) | Anmerkungen                           |
| Jahr | Titel Album                | FR | BEW | CH | Anmerkungen                           |
| ---- | -------------------------- | --- | --- | --- | ------------------------------------- |
| 1999 | C’est la vie Métamorphoses | FR16 (33 Wo.)FR | — | — | Jean Michel Jarre feat. Natacha Atlas |